# Stinson Aircraft Company

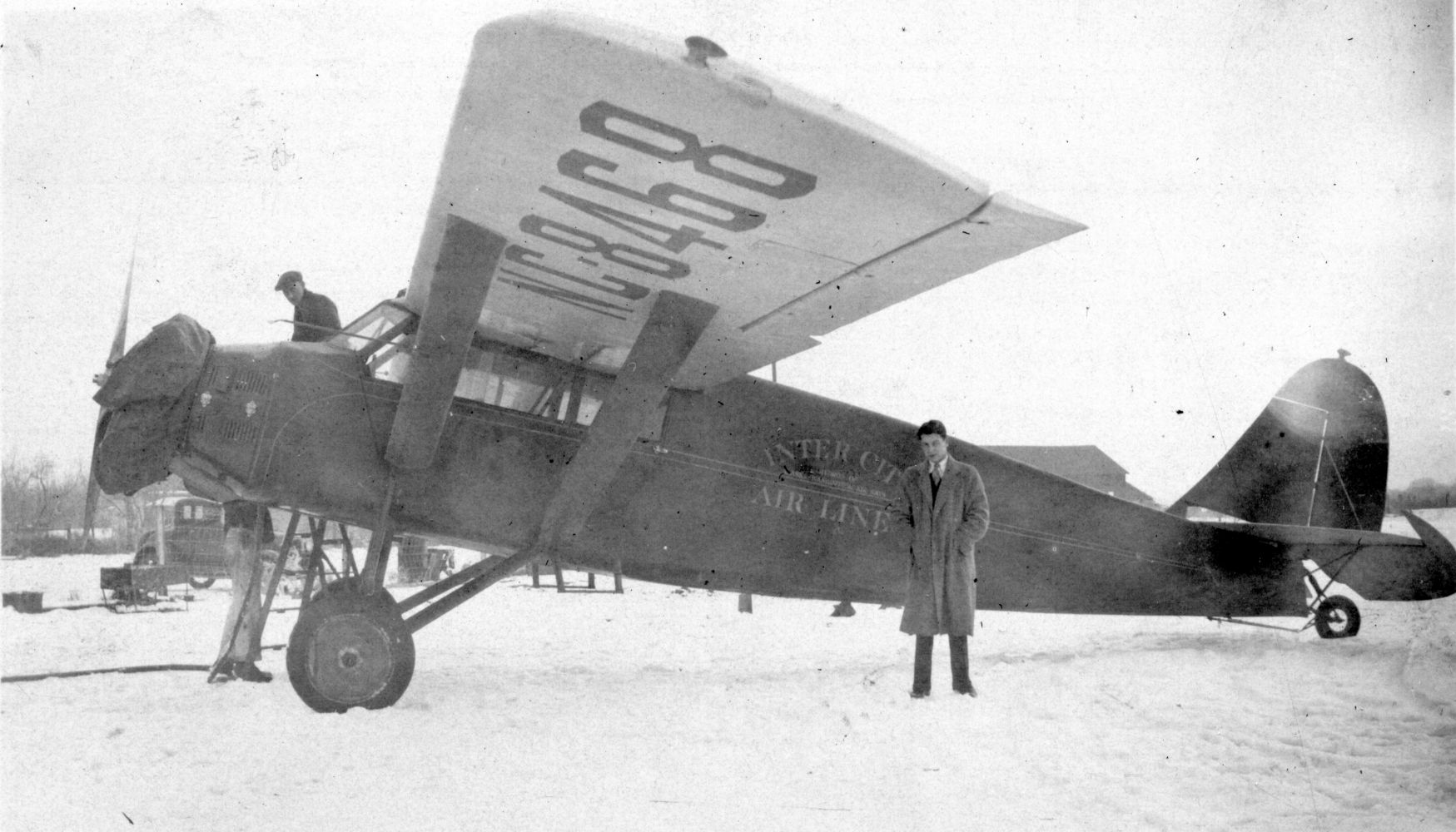
Un SM-1F Detroiter della Inter-City Airline

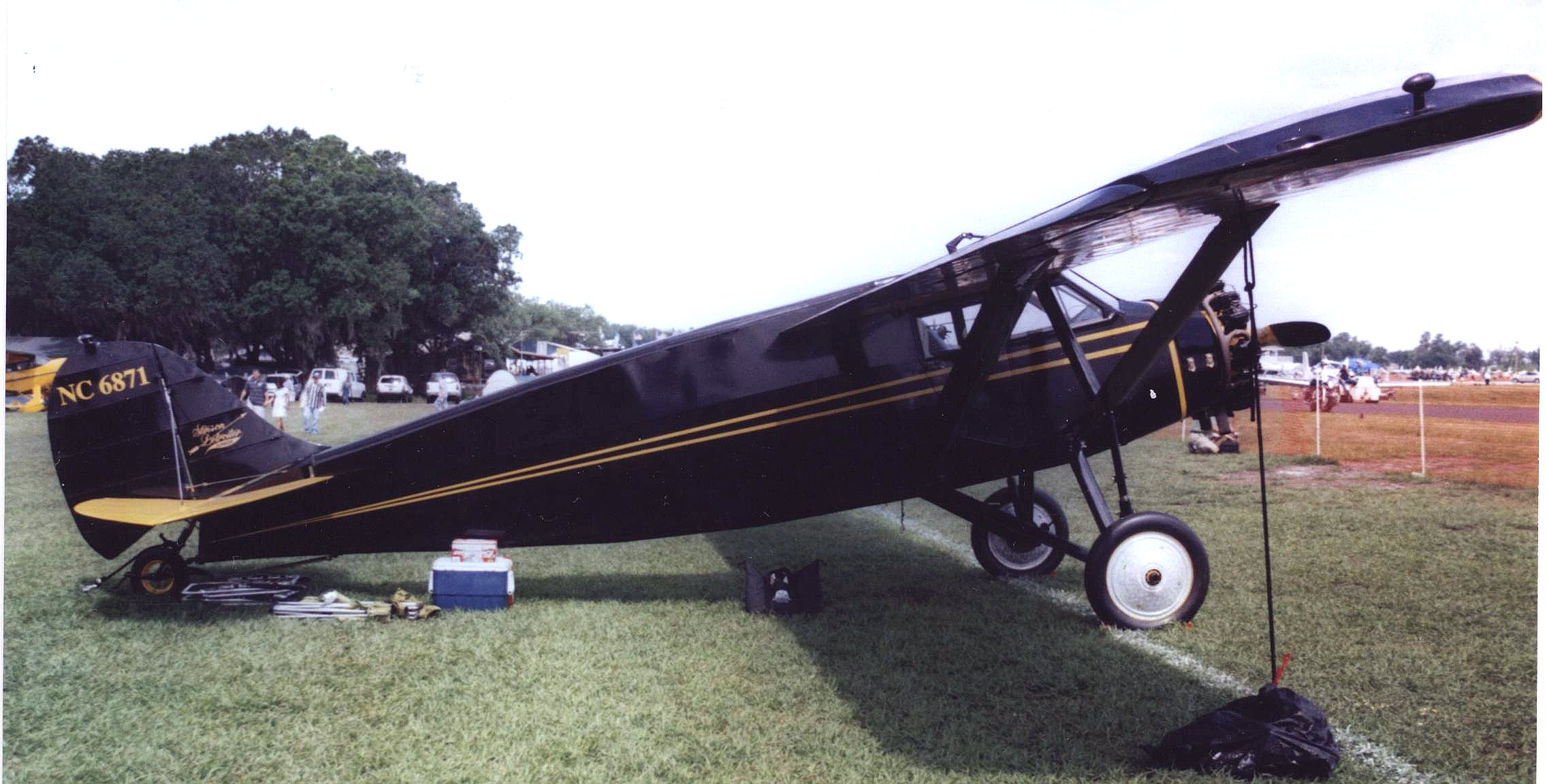
Uno Stinson SM-2 Junior del 1928 fotografato nel 2007

La Stinson Aircraft Company o anche Stinson Aircraft Corporation è stato un costruttore statunitense di aerei, fondato nel 1926 dall'aviatore Edward “Eddie” Stinson a Dayton in Ohio per la costruzione di aerei civili.

## Storia
Il primo aereo costruito da Stinson, grazie ad un finanziamento di 25000 $ ottenuto da un gruppo di uomini d'affari di Detroit, fu lo SB-1 Detroiter (Stinson Biplane) un aereo con configurazione biplana con cabina chiusa a quattro posti che fece il suo primo volo il 25 gennaio 1926. L'aereo, che possedeva delle caratteristiche innovative come il riscaldamento dell'abitacolo, i freni delle ruote individuali e l'avviamento elettrico per il motore Wright J-5 Whirlwind da 220 CV (164 kW) montato sul muso, divenne immediatamente un successo tanto che permise a Stinson di raccogliere rapidamente 150000 $ di capitale pubblico per costituire la Stinson Aircraft Corporation il 4 maggio 1926.
L'aereo fu presto radicalmente modificato e trasformato in monoplano ad ala alta con il nome di SM-1 Detroiter (Stinson Monoplane) che fu prodotto a partire dall'aprile del 1927. 
La Stinson Aircraft riuscì a vendere 10 Detroiter SM-1 nel 1927. 
Gli affari andarono costantemente aumentando e Stinson arrivò a consegnare 121 aerei già nel 1929.

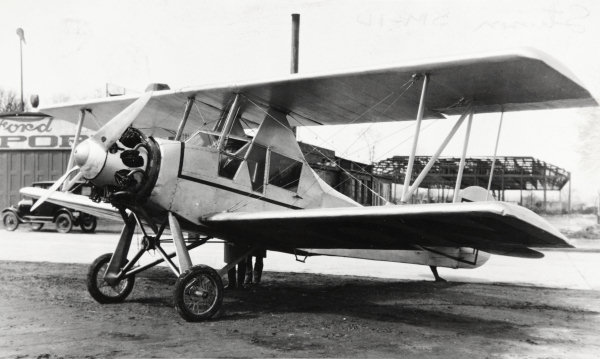
Uno Stinson SB-1 Detroiter biplano

Il magnate dell'automobile Errett Lobban Cord, proprietario della Cord Corporation, acquistò il 60 per cento delle azioni di Stinson nel settembre del 1929 e la sua azienda fornì un capitale di investimento aggiuntivo per consentire a Stinson di vendere i suoi aerei a un prezzo competitivo, pur continuando a perseguire nuovi progetti. 
Al culmine del periodo della grande depressione nel 1930, Stinson offriva sei modelli di aeromobili, che andavano dal modello Junior a quattro posti all'aereo di linea trimotore Stinson 6000.
Eddie Stinson non visse per godersi il successo della sua società infatti morì in un incidente aereo a Chicago, nell'Illinois, il 26 gennaio 1932, durante un viaggio per promuovere la vendita dei suoi aerei. Al momento della sua morte, avvenuta all'età di soli 38 anni, Stinson aveva acquisito più di 16.000 ore di volo, più di qualsiasi altro pilota all'epoca.
Il nome Stinson non durò molto oltre la fine della seconda guerra mondiale. La morte di Eddie Stinson accelerò l'assimilazione della Stinson Aircraft Corporation in entità più grandi: prima fu assorbita dalla Cord Corporation, poi dalla Aviation Corporation (AVCO), e successivamente dalla Consolidated Vultee. 
Nel 1950 la società Stinson fu venduta alla Piper Aircraft Corporation, che continuò a produrre il modello 108 per un periodo limitato. 
La Piper trasformò un progetto originale Stinson (il "Twin Stinson") nell'aereo di successo Piper Apache, il primo velivolo moderno bimotore interamente in metallo al mondo.

## Modelli costruiti

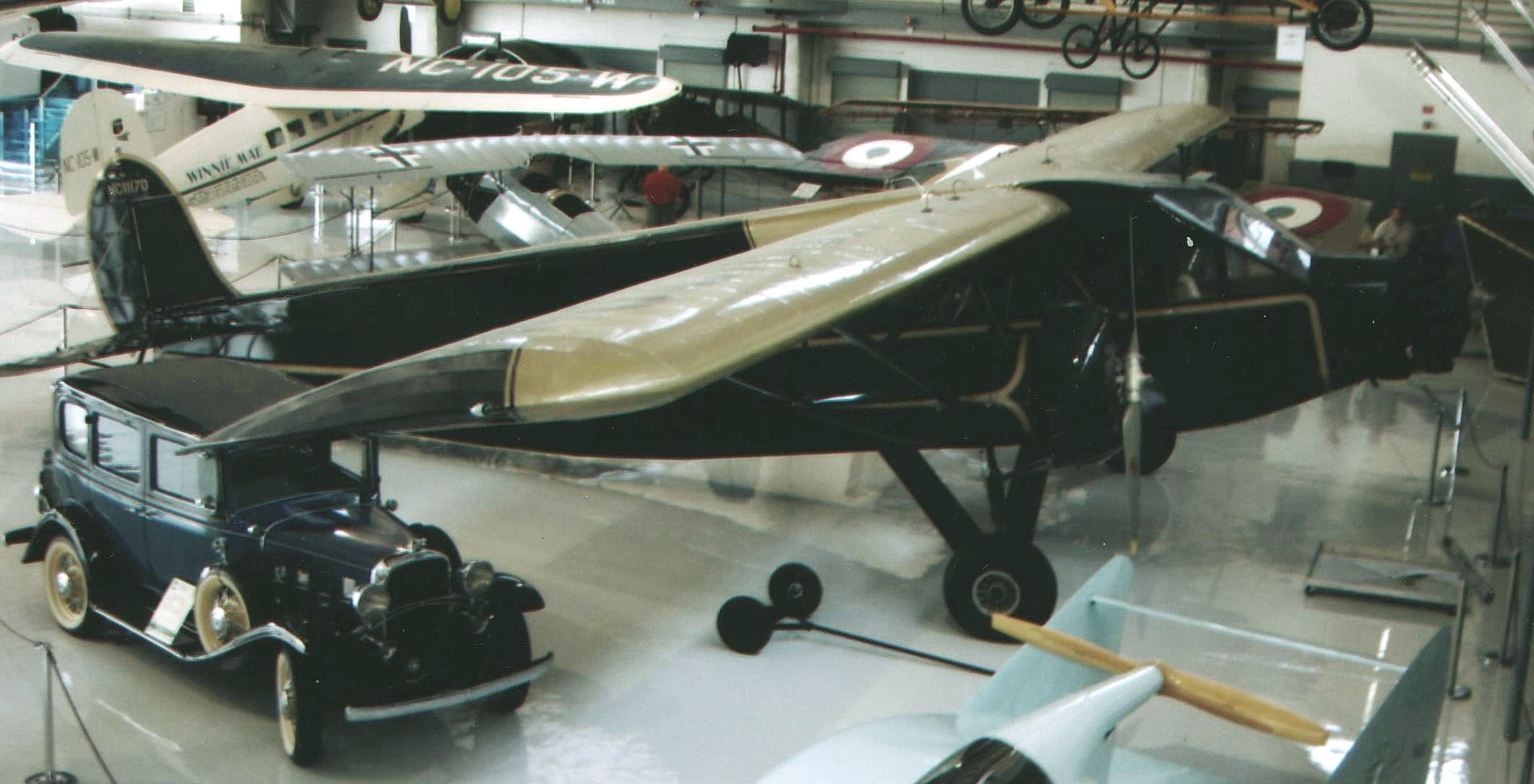
Uno Stinson SM-6000B Airliner trimotore del 1931 al Weeks Museum, Polk City, Florida nell'aprile 2007

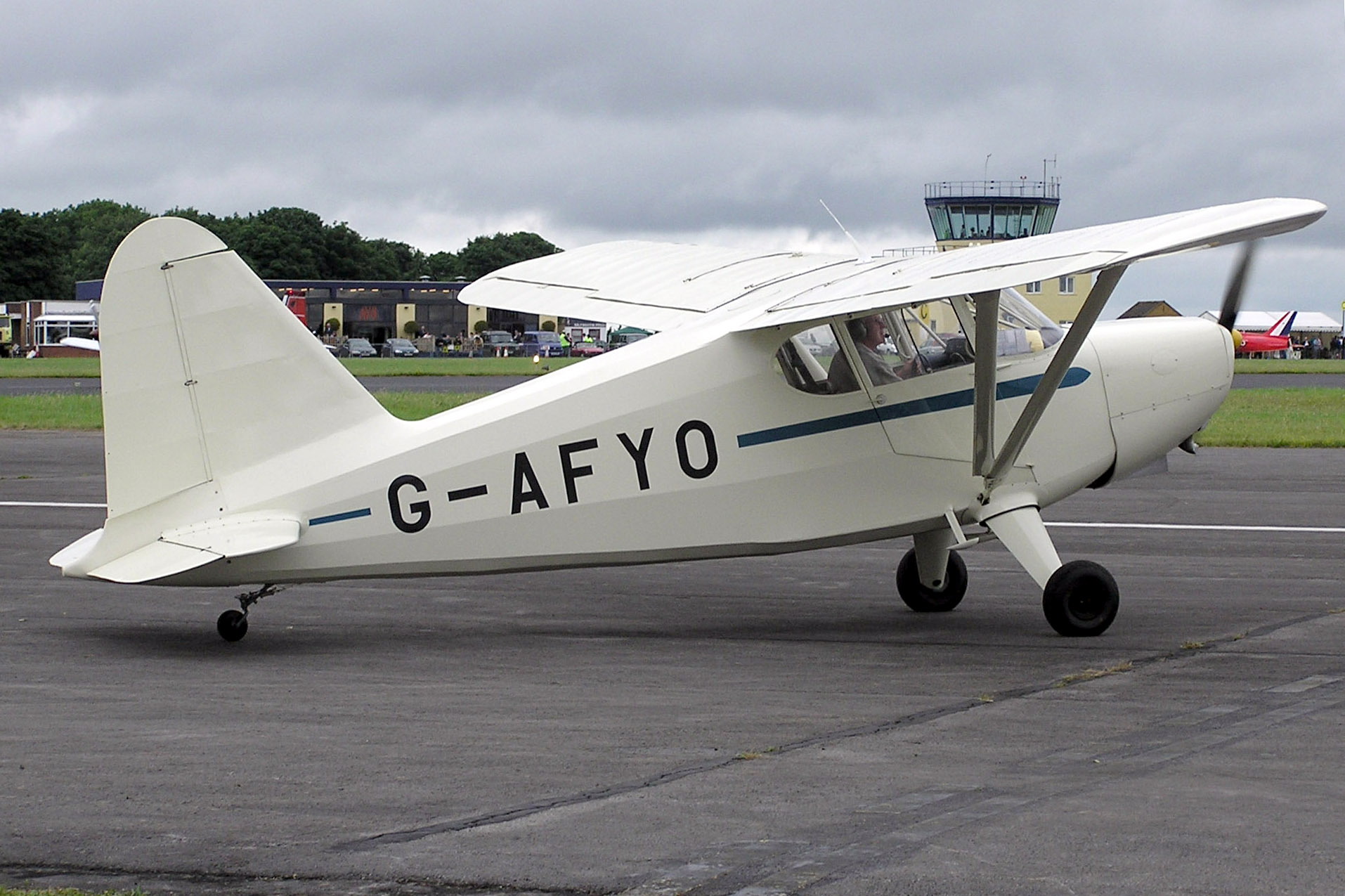
Uno Stinson HW-75 del 1939 (anche chiamato 105) di cui furono prodotti 535 esemplari (275 nel 1939 e 260 nel 1940).

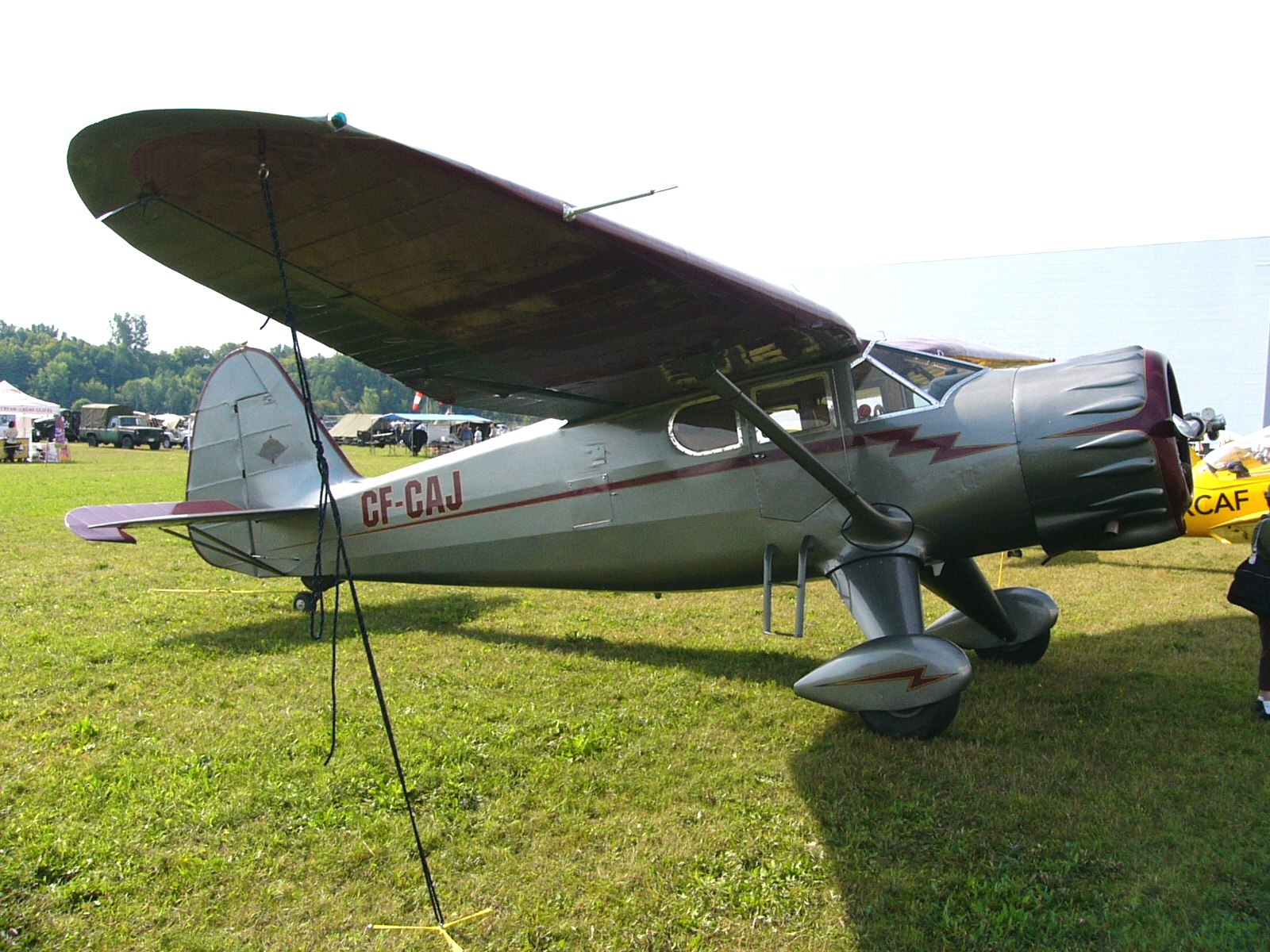
Uno Stinson V77 Reliant

- Stinson SB-1 Detroiter
- Stinson SM-1 Detroiter
- Stinson SM-2 Junior
- Stinson SR Reliant
- Stinson L-1 Vigilant
- Stinson SM-6000
- Model 105 Voyager/L-5 Sentinel
- AT-19/V-77 Reliant
- Stinson L-13
- Stinson 108